# Сахни (Бердичівський район)
Сахни́ (вимоваⓘ) — село в Україні, в Ружинській селищній територіальній громаді Бердичівського району Житомирської області. Населення становить 170 осіб (2001).

## Географія
Селом протікає річка Білуга.

## Історія
У 1941—54 році — адміністративний центр Сахнівської сільської ради Ружинського району.